# Babczyn
Babczyn (biał. Бабчын; ros. Бабчин, Babczin) – dawna wieś na Białorusi, w obwodzie homelskim, w rejonie chojnickim, w sielsowiecie Straliczawa. W 2009 roku miejscowość była niezamieszkana. 20 września 2011 roku została formalnie zlikwidowana.